# Ballons
Pour les articles homonymes, voir Ballon.
 (septembre 2019).
Si vous disposez d'ouvrages ou d'articles de référence ou si vous connaissez des sites web de qualité traitant du thème abordé ici, merci de compléter l'article en donnant les références utiles à sa vérifiabilité et en les liant à la section « Notes et références ».
Ballons est une commune française du département de la Drôme, en région Auvergne-Rhône-Alpes.
Ses habitants sont dénommés les Ballonnais (ou les Baronciers en provençal[réf. nécessaire]).

## Géographie

### Localisation
Commune des Baronnies orientales, Ballons est située à la limite du département des Hautes-Alpes. Le village est à 42 km de Buis-les-Baronnies, 36 km de Sisteron (Alpes-de-Haute-Provence) et 12 km de Séderon.

### Communes limitrophes
| Izon-la-Bruisse | Sainte-Colombe (Hautes-Alpes) | Barret-sur-Méouge (Hautes-Alpes) |
| Eygalayes       | Ballons                       | Salérans (Hautes-Alpes)          |
| Eygalayes       | Eygalayes, Lachau             | Lachau                           |

### Hydrographie
La commune est arrosée par la Méouge et l'un de ses affluents, le Riançon.

### Climat
Pour des articles plus généraux, voir Climat d'Auvergne-Rhône-Alpes et Climat de la Drôme.
En 2010, le climat de la commune est de type climat méditerranéen altéré, selon une étude du CNRS s'appuyant sur une série de données couvrant la période 1971-2000. En 2020, Météo-France publie une typologie des climats de la France métropolitaine dans laquelle la commune est exposée à un climat de montagne ou de marges de montagne et est dans la région climatique  Alpes du sud, caractérisée par une pluviométrie annuelle de 850 à 1 000 mm, minimale en été. 
Pour la période 1971-2000, la température annuelle moyenne est de 9,8 °C, avec une amplitude thermique annuelle de 17,2 °C. Le cumul annuel moyen de précipitations est de 1 020 mm, avec 7,1 jours de précipitations en janvier et 4,5 jours en juillet. Pour la période 1991-2020, la température moyenne annuelle observée sur la station météorologique de Météo-France la plus proche, sur la commune de Séderon à 10 km à vol d'oiseau, est de 9,7 °C et le cumul annuel moyen de précipitations est de 1 032,4 mm,. Pour l'avenir, les paramètres climatiques de la commune estimés pour 2050 selon différents scénarios d'émission de gaz à effet de serre sont consultables sur un site dédié publié par Météo-France en novembre 2022.

### Voies de communication et transports
Ballons est accessible par la route départementale RD 942, depuis Lachau ou Salérans. Le village est traversé par la route départementale RD 201. Il est desservi par la ligne d'autocars no 43 (Laragne - Mévouillon).

## Urbanisme

### Typologie
Au 1er janvier 2024, Ballons est catégorisée commune rurale à habitat très dispersé, selon la nouvelle grille communale de densité à 7 niveaux définie par l'Insee en 2022.
Elle est située hors unité urbaine et hors attraction des villes,.

### Occupation des sols
L'occupation des sols de la commune, telle qu'elle ressort de la base de données européenne d’occupation biophysique des sols Corine Land Cover (CLC), est marquée par l'importance des forêts et milieux semi-naturels (84 % en 2018), en diminution par rapport à 1990 (84,9 %). La répartition détaillée en 2018 est la suivante : 
forêts (46,7 %), milieux à végétation arbustive et/ou herbacée (32,1 %), zones agricoles hétérogènes (15,2 %), espaces ouverts, sans ou avec peu de végétation (5,2 %), terres arables (0,8 %). L'évolution de l’occupation des sols de la commune et de ses infrastructures peut être observée sur les différentes représentations cartographiques du territoire : la carte de Cassini (XVIIIe siècle), la carte d'état-major (1820-1866) et les cartes ou photos aériennes de l'IGN pour la période actuelle (1950 à aujourd'hui).

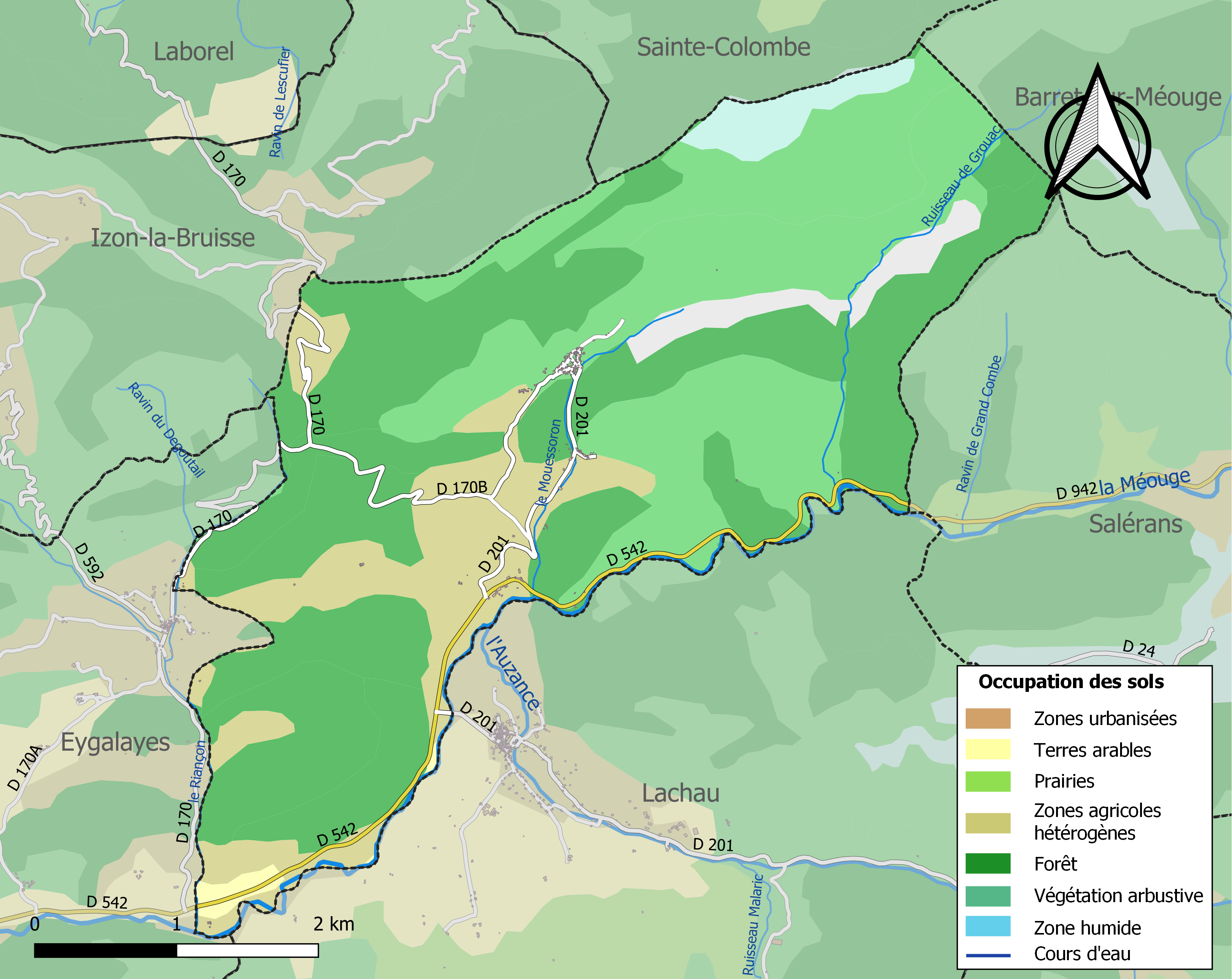
Carte des infrastructures et de l'occupation des sols de la commune en 2018 (CLC).

### Morphologie urbaine

#### Hameaux et lieux-dits de la commune
La commune se compose du village et de trois hameaux.
- La Calandre
- Les Granges
- Le Vesque
- La Bégüe (le village)

## Toponymie
Valons en occitan[réf. nécessaire]

### Attestations
Dictionnaire topographique du département de la Drôme.
- 1277 : Balaion Lotron (Inventaire des Dauphins, 8).
  - étudié par Ernest Nègre[15].
- 1337 : Castrum de Ballonis Lotron (Duchesne, Comtes de Valentinois, preuve 58), cité ensuite par F. Scheurer[16].
- 1442 : Castrum de Balonis (choix de doc., 282).
- XVIIIe siècle : Balon le Tronc (inventaire de la chambre des comptes).
- 1788 : Balons (Alm. du Dauphiné).
- 1891 : Ballons, commune du canton de Séderon .

### Étymologie
Selon Élisée Reclus, le terme ballon dans la Drôme a le sens de « mont » ou « rocher ».

## Histoire
Des fouilles ont été pratiquées par J-C. Daumas et Robert Laudet en deux campagnes (1991 et 1993) ; un rapport a été dressé[réf. nécessaire].

### Préhistoire
Les premières traces relevées datent de 5000 ans avant notre ère. Le plateau de Tresclard a été occupé au moins jusque vers 900 avant notre ère[réf. nécessaire].
Outils datant de l'Âge du Bronze.

### Antiquité: les Gallo-romains
L'influence romaine est présente sur la commune[réf. nécessaire].
- Des fours pour fabriquer les tuiles ont été trouvés, l'un en haut du village, l'autre au Vesque. Des restes de tégules (tuiles romaines) ont été conservés.
- En haut du village, une épingle a aussi été découverte.
- Au pied du village, deux pièces de monnaie ont été ramassées après la réalisation de travaux. En effet, lors de l'installation de la vidange du réservoir à côté de la fontaine du bas ont été trouvés des abreuvoirs empilés les uns au-dessus des autres formant comme une muraille, parfaitement lisse, en pierres taillées.
- Au Vesque, lors de travaux pour des canalisations, ont été trouvées des tuiles romaines, certaines bien faites et d'autres collées entre elles.
- Au Vesque se trouve une villa romaine qu'il reste à fouiller.

### Du Moyen Âge à la Révolution
La période du Moyen Âge n'a laissé que peu de traces si ce n'est quelques noms de lieux notamment le Châtelard[réf. nécessaire].
805 : un document carolingien (Charlemagne) confirme les possessions du monastère de Novalèse, région de Suse. Il y est question d'un Bullone qui se situerait dans le Gapençais. Il s'agit bien de Ballons[réf. nécessaire].
1209 :  une charte des libertés et franchises est octroyée par Raybaud de Lachau à ses sujets de Lachau, Ballons, Gaudissart, etc. ainsi que Ribier. Cette charte semble avantageuse en comparaison de celle de Sainte-Jalle par exemple[réf. nécessaire].
1302 (juin) : « Évidemment avec bien d'autres, nous sommes allés brûler quelques maisons et rudoyer quelques habitants de Gaudissard ; au dire de certains, ceux de Gaudissard auraient brûlé trois ou quatre copains de Lachau peu de temps auparavant, d'autres pensent que les gens de Gaudissard auraient eu quelques manquements envers leur suzeraine. Nous n'aurions fait qu'obéir aux ordres »[réf. nécessaire].	
vers 1600 : le quartier de Vière (« vieille ville ») est habité. Les derniers habitants descendront de la colline vers 1915. On y trouve aujourd'hui le relais de télévision[réf. nécessaire].
La seigneurie :
- Fief des barons de Mévouillon.
- 1336 : les Adhémar.
- 1582 : les La Tour-Montauban, derniers seigneurs.

La paroisse :
- 1516 : mention du prieuré : Prioratus de Ballonis (Pouillé de Gap). Prieuré de l'ordre de Saint-Benoît, sous le vocable de Saint-Pierre, et dont le titulaire était collateur et décimateur dans la paroisse de Ballons[18].

Avant 1790, Ballons était une communauté de l'élection de Montélimar, subdélégation et bailliage du Buis, formant une paroisse du diocèse de Gap, dont l'église était sous le vocable de Sainte-Catherine, et dont les dîmes appartenaient au prieur du lieu.
Péage jusqu'au XVIIIe siècle.

### De la Révolution à nos jours
En 1790, Ballons fut compris dans le canton de Montauban, mais la réorganisation de l'an VIII l'a fait entrer dans celui de Séderon.
En 1790, Ballons compte 324 habitants.
Un rapport du tout début du XIXe siècle signale la bonne qualité de l'église du vieux village avec un presbytère agréable. Mais au cours du siècle, la population a migré vers les hameaux d'aujourd'hui[réf. nécessaire].
1853 : le choléra frappe la communauté. De juillet à fin août 1853, ce sont plus de quarante personnes qui décèdent[réf. nécessaire].
Vers 1880, les habitants et le curé Chambon décident de construire une église et un presbytère au nouveau village : c'est l'église actuelle. La salle de la Mairie occupe le presbytère. L'inauguration a lieu en 1881 et le curé Chambon décéda peu après.
- Les héritiers du curé héritèrent des terrains de l'église et du presbytère. Vingt ans de négociations furent nécessaires pour la vente des bâtiments à la communauté. Pendant ce temps, les Ballonnais, prudents, cessèrent d'entretenir l'ancienne église du vieux village et la nouvelle église. Ballons faillit se retrouver sans église. Dans un rapport de la fin du siècle, le clergé signalait les deux églises quasiment en ruine. Une émeute eut lieu lors de la visite d'un envoyé de l'évêque. Des dames lui auraient crié : « Va au diable ». L'homme, outré par cet accueil, proposa à l'évêque de priver les Ballonnais de curé. Le différend fut réglé au début du XXe siècle et l'église du vieux village fut vendue à des maçons démolisseurs[réf. nécessaire].

#### Registres de délibérations
Les registres de délibérations ne remontent qu'en 1868. Une délibération du 19 novembre 1868 stipule que les cours pour adultes vieux de douze ans ont fait qu'il n'y a presque plus d'hommes illettrés dans Ballons. Sans préjuger du résultat, il est décidé de tenter l'expérience sur les femmes. Une indemnité de 25 francs est votée pour le directeur. Le conseil décide aussi de louer pendant quatre ans, à monsieur Saisse, une maison pour l'école des filles et le logement de l'institutrice[réf. nécessaire].
Le 11 février 1869, le maire mentionne l'achat d'une armoire pour la bibliothèque et de livres à la librairie Dupont à Paris. Ils n'ont cependant pas assez de livres à prêter aux familles.
- « La commune ne peut faire de plus grands sacrifices » ; on ajoute « pour le moment »[réf. nécessaire].

## Politique et administration

### Liste des maires

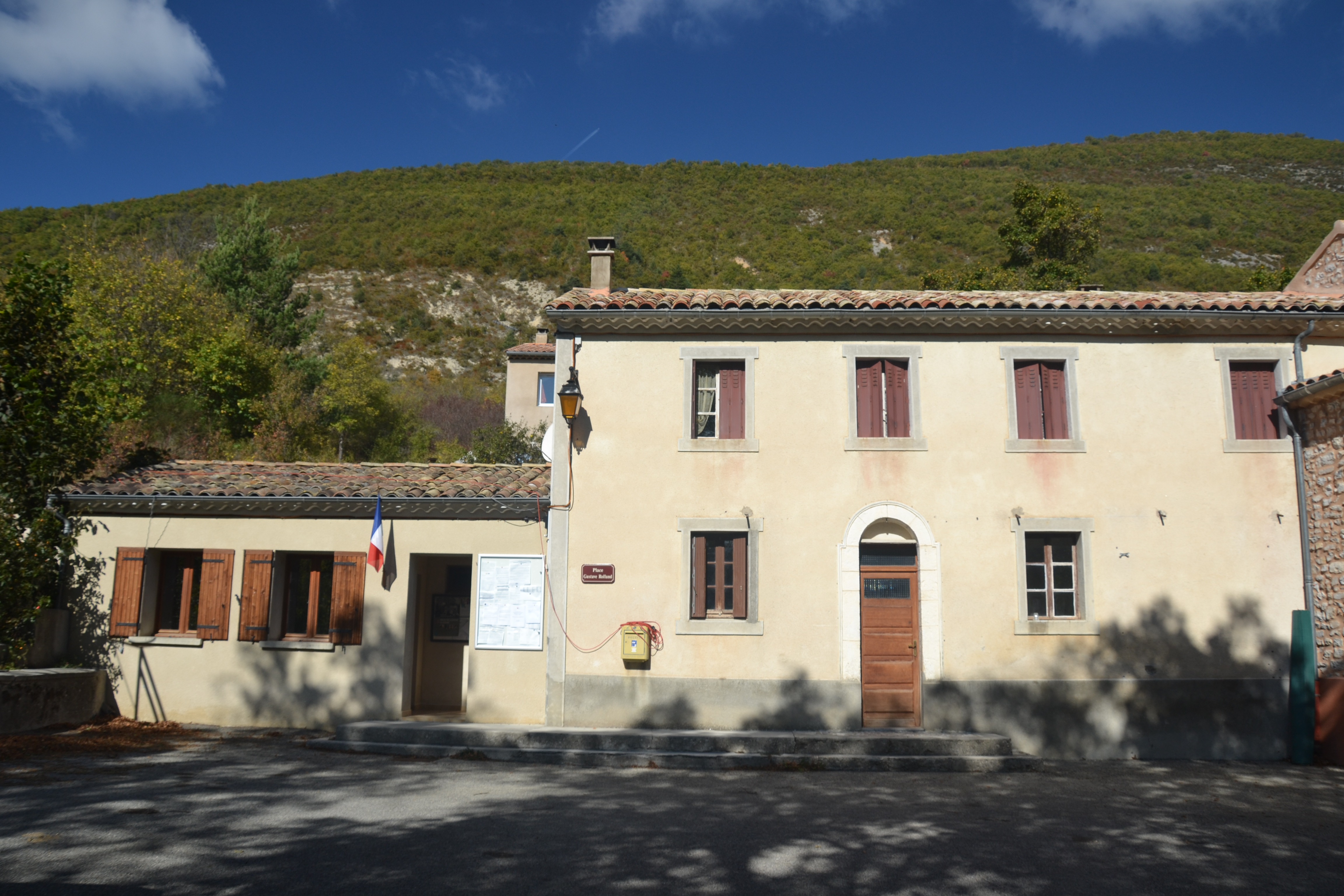
mairie de Ballons

| Période                                  | Période                       | Identité                | Étiquette | Qualité                              |
| ---------------------------------------- | ----------------------------- | ----------------------- | --------- | ------------------------------------ |
| Les données manquantes sont à compléter. |                               |                         |           |                                      |
| 1925                                     | 1944                          | Fernand Gebellin-Meffre |           | Conseiller départemental (1942-1945) |
| 1944                                     | 1950                          | Victor Brissac          |           |                                      |
| 1950                                     | 1978                          | Auguste Rolland         |           |                                      |
| 1978                                     | 2011                          | Claude Poméro           |           |                                      |
| 2011                                     | En cours (au 16 janvier 2017) | Pascal Blanc            | DVG       | Artisan                              |

## Population et société

### Démographie
L'évolution du nombre d'habitants est connue à travers les recensements de la population effectués dans la commune depuis 1793. Pour les communes de moins de 10 000 habitants, une enquête de recensement portant sur toute la population est réalisée tous les cinq ans, les populations de référence des années intermédiaires étant quant à elles estimées par interpolation ou extrapolation. Pour la commune, le premier recensement exhaustif entrant dans le cadre du nouveau dispositif a été réalisé en 2005.

En 2022, la commune comptait 89 habitants, en évolution de +7,23 % par rapport à 2016 (Drôme : +2,64 %, France hors Mayotte : +2,11 %).
| 1793 | 1800 | 1806 | 1821 | 1831 | 1836 | 1841 | 1846 | 1851 |
| ---- | ---- | ---- | ---- | ---- | ---- | ---- | ---- | ---- |
| 438  | 326  | 412  | 467  | 500  | 506  | 507  | 423  | 397  |

| 1856 | 1861 | 1866 | 1872 | 1876 | 1881 | 1886 | 1891 | 1896 |
| ---- | ---- | ---- | ---- | ---- | ---- | ---- | ---- | ---- |
| 401  | 417  | 371  | 358  | 365  | 335  | 314  | 299  | 287  |

| 1901 | 1906 | 1911 | 1921 | 1926 | 1931 | 1936 | 1946 | 1954 |
| ---- | ---- | ---- | ---- | ---- | ---- | ---- | ---- | ---- |
| 240  | 224  | 197  | 192  | 177  | 165  | 146  | 114  | 91   |

| 1962 | 1968 | 1975 | 1982 | 1990 | 1999 | 2005 | 2006 | 2010 |
| ---- | ---- | ---- | ---- | ---- | ---- | ---- | ---- | ---- |
| 54   | 49   | 53   | 44   | 46   | 66   | 88   | 89   | 81   |

| 2015 | 2020 | 2022 | - | - | - | - | - | - |
| ---- | ---- | ---- | - | - | - | - | - | - |
| 83   | 91   | 89   | - | - | - | - | - | - |

### Enseignement
La commune relève de l’académie de Grenoble.

### Manifestations culturelles et festivités
- Fête : premier dimanche d'août[17].

#### Loisirs
- Baignades[17].
- Pêche et chasse[17].

### Santé
Le Centre Hospitalier le plus proche est celui de Sisteron, situé à 37 km, dans les Alpes-de-Haute-Provence.

## Économie
En 1992 : bois, plantes aromatiques, essence de lavande, ovins, caprins, apiculture, truffes.

### Tourisme
- Syndicat d'initiative[17].

## Culture locale et patrimoine

### Lieux et monuments
- Église Sainte-Catherine de Ballons : petit clocheton[17], chaire en fer.
- Fontaine-lavoir avec pierres de taille de 1890.

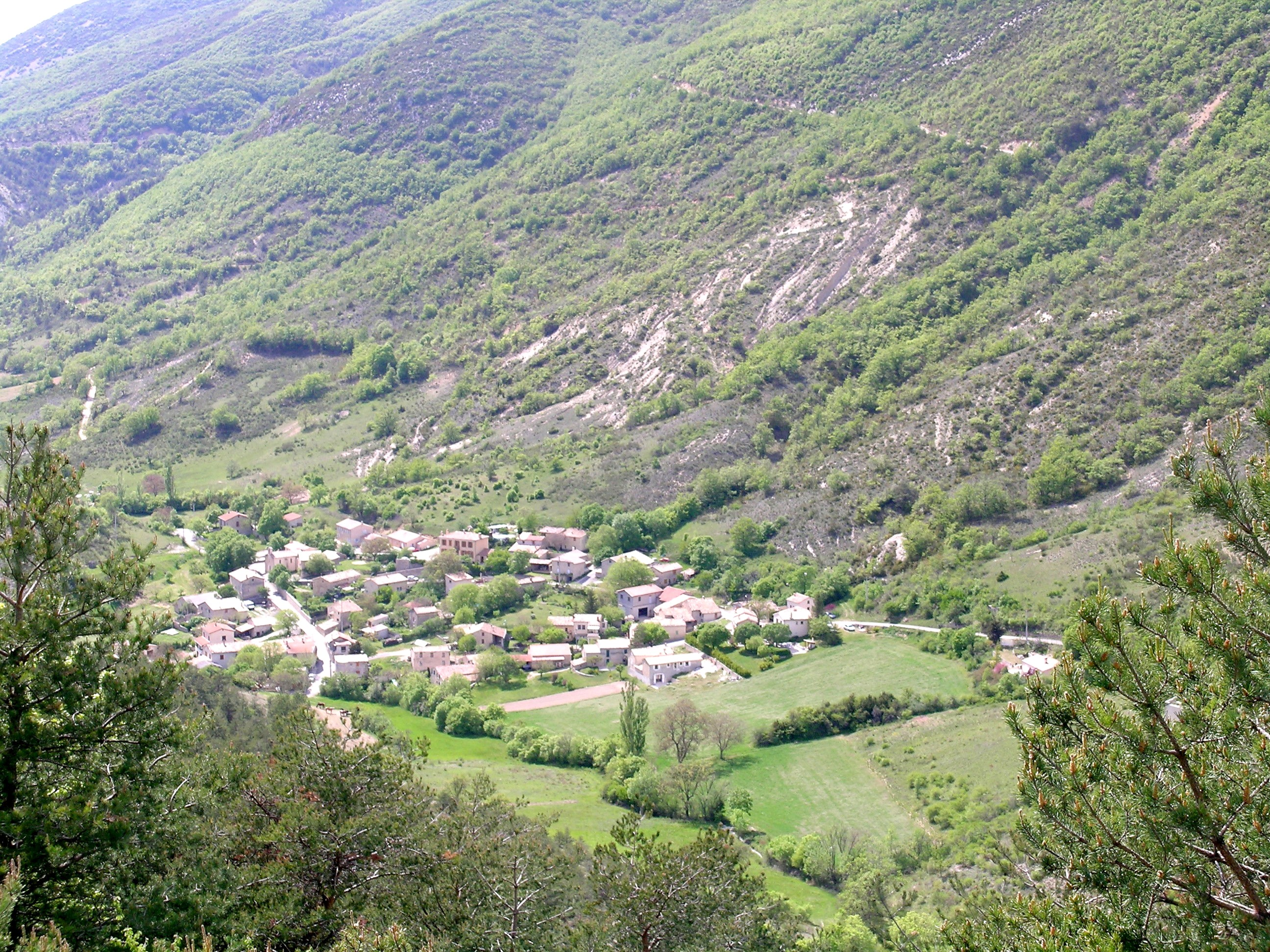
Ballons, le village vu de Colonzelle.
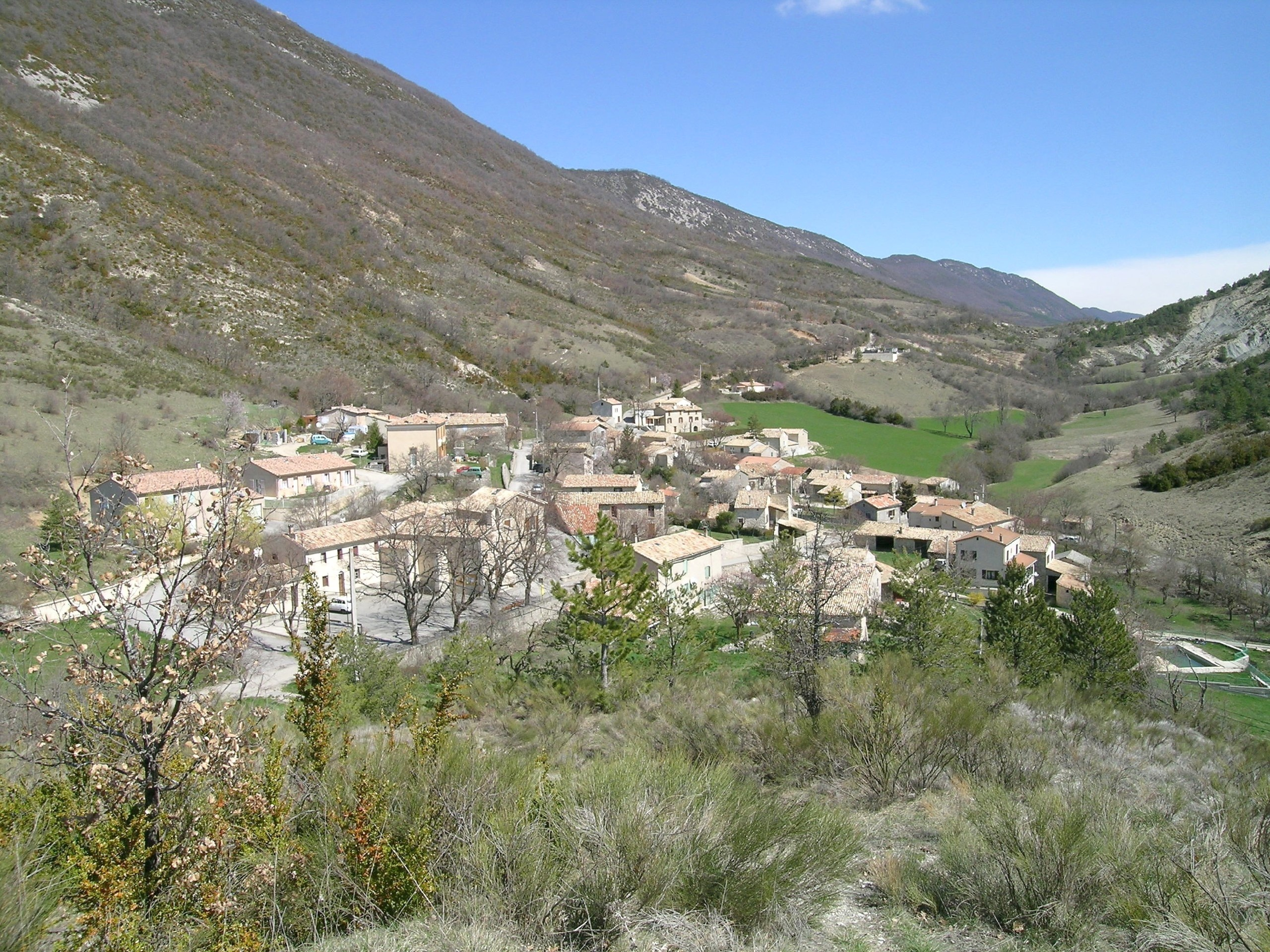
Ballons, le village vu de Vière.
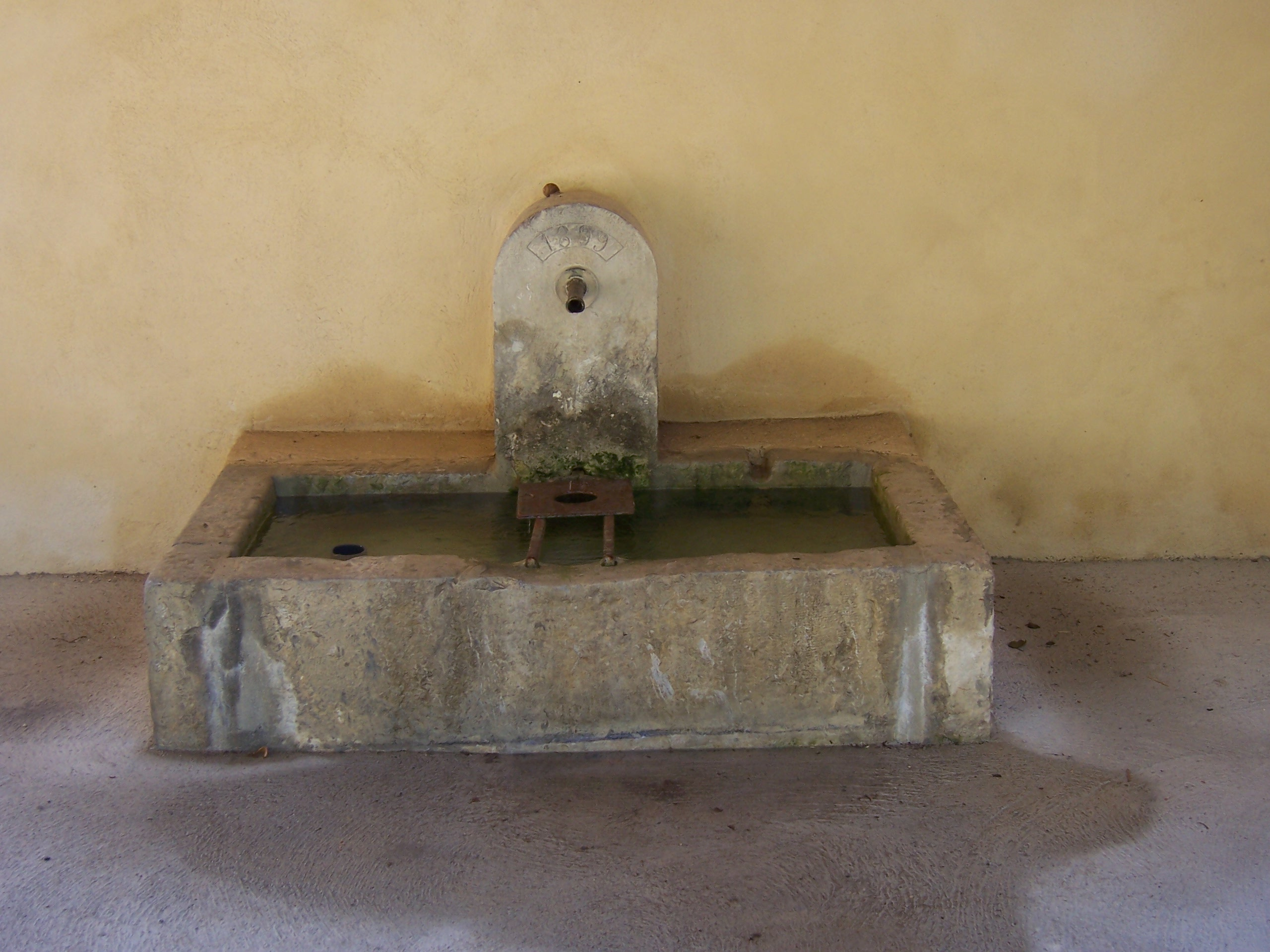
Ballons, fontaine de 1899 autrefois située en haut du village.
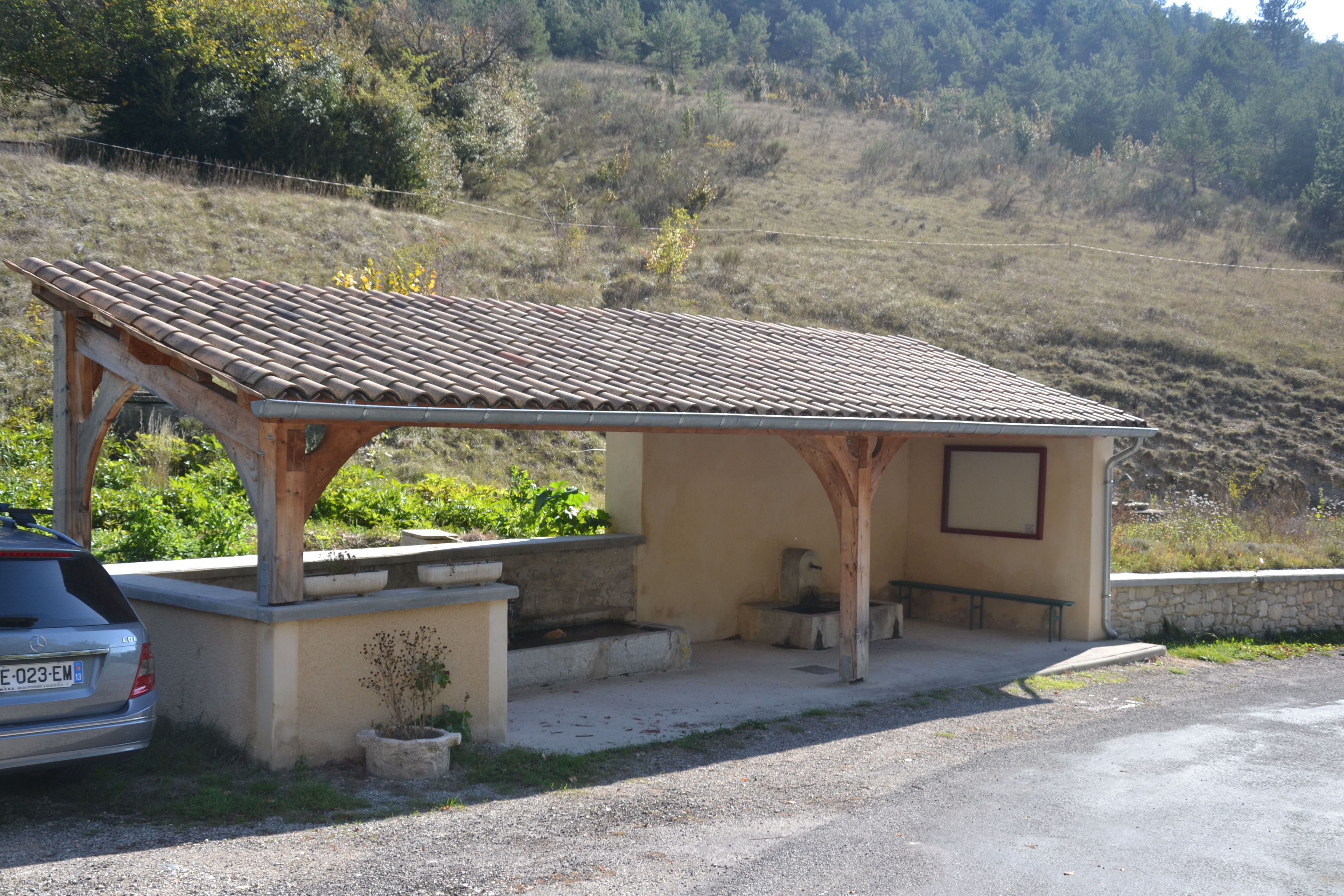
Ballons, les fontaines (site de l'ancien lavoir).
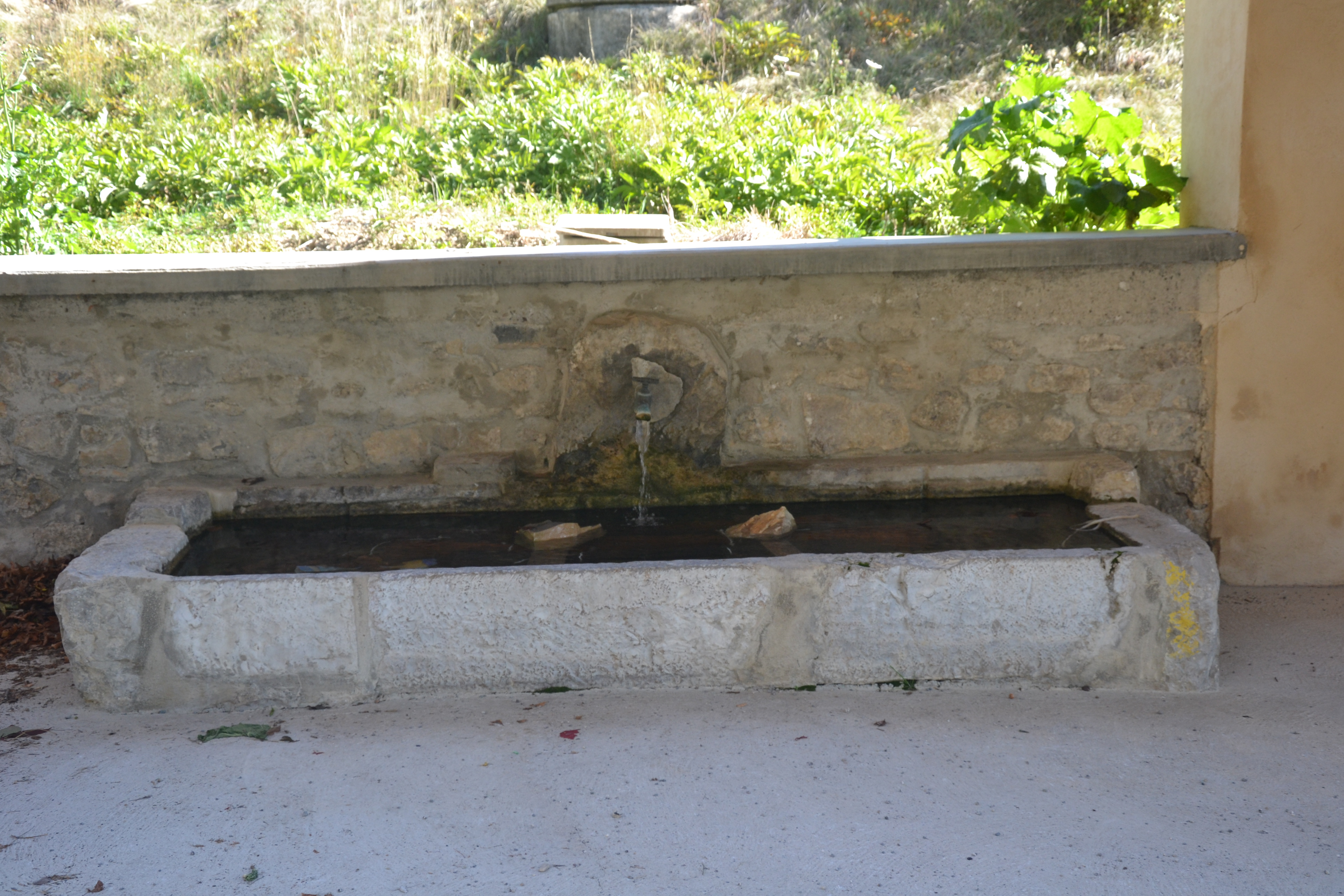
Ballons, fontaine et bassin (ancien lavoir).
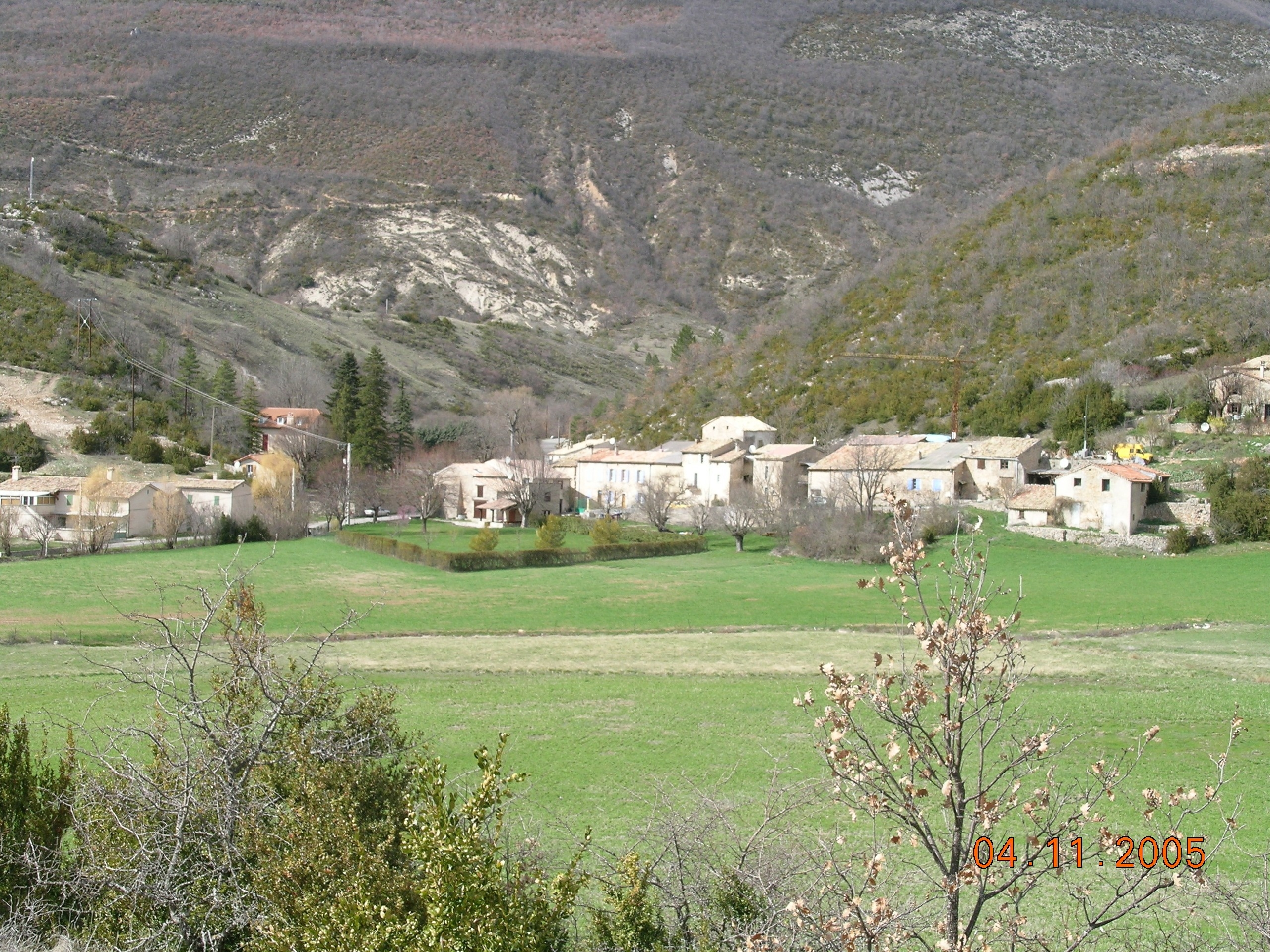
Hameau du Vesque.
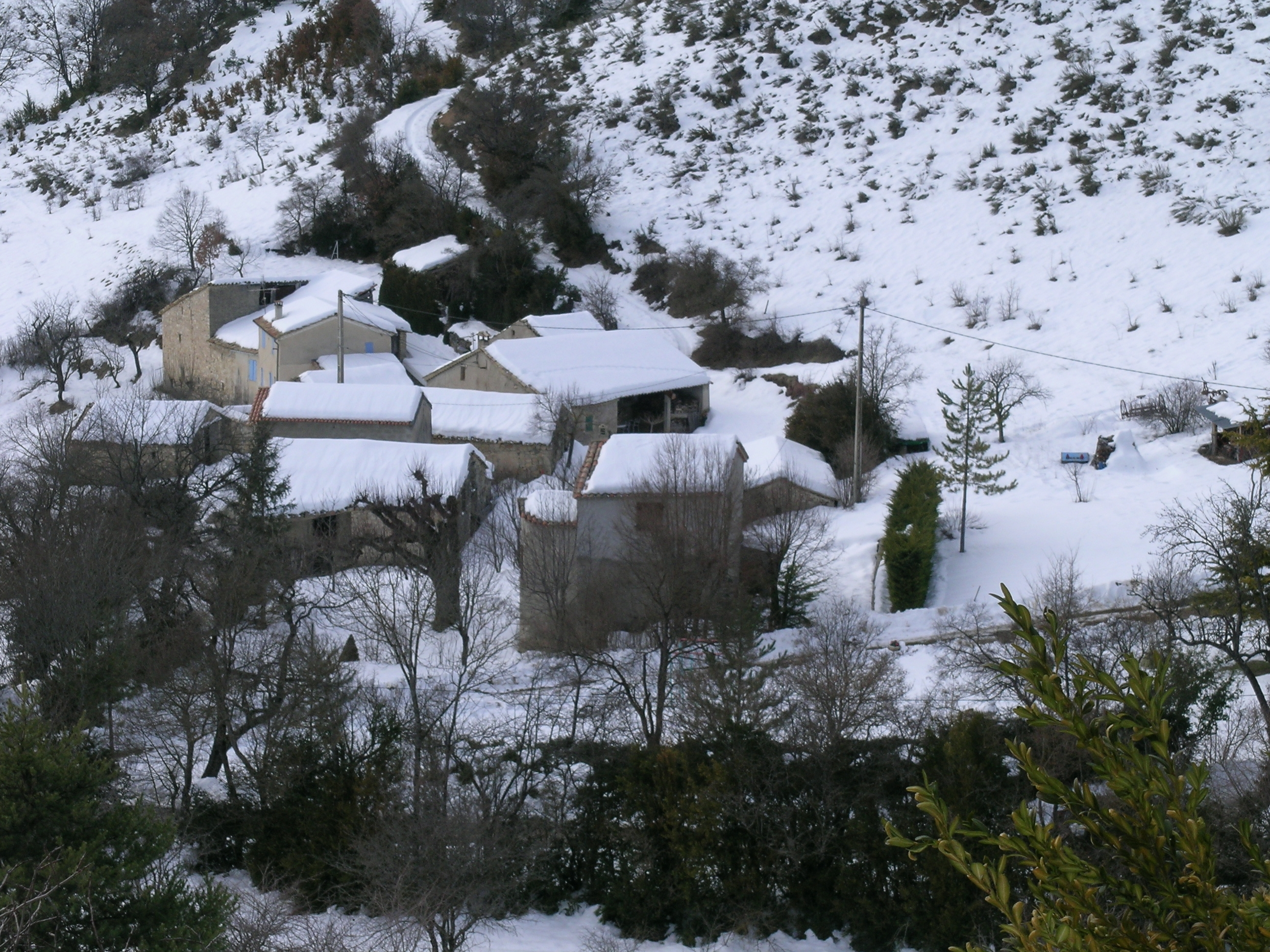
Hameau des Granges.

### Patrimoine naturel
- Contreforts de la montagne de Chabre (1393 m)[17].
- Route forestière vers le col Saint-Jean[17].
- Vallée de la Méouge[17].

### Héraldique, logotype et devise
|  | Ballons possède des armoiries dont l'origine et le blasonnement exact ne sont pas disponibles. |